# カトリーヌ・ド・ブルゴーニュ
カトリーヌ・ド・ブルゴーニュ（Catherine de Bourgogne, 1378年 - 1426年1月26日）は、ブルゴーニュ公フィリップ・ル・アルディとその妻のフランドル女伯マルグリット3世の間の娘。前方オーストリアを治めるオーストリア公レオポルト4世の妻となった。ドイツ語名はカタリーナ・フォン・ブルグント（Katharina von Burgund）。

## 生涯
ブルゴーニュ公爵夫妻の第5子、次女として生まれた。長兄ジャン・サン・プールはブルゴーニュ公、次弟アントワーヌはブラバント公、末弟フィリップはヌヴェールおよびルテル伯、姉マルグリットはバイエルン公ヴィルヘルム2世の妻、妹マリーはサヴォイア伯アメデオ8世（対立教皇フェリクス5世）の妻である。
1393年、レオポルト4世と結婚する。結婚に際してカトリーヌは婚資を自由に運営することなど、夫から大幅に自立して暮らす権利を認められた。カトリーヌは両親の所領に隣接するアルザスに居を構え、まるでブルゴーニュ公爵家の代官と見えるほどに実家の利益のために所領経営を行った。カタリーナのこうした政治姿勢は、地元アルザスの貴族達からは悪感情をもって見られていた。
レオポルト4世とは間に子供の無いまま1411年に死別し、カタリーナは長く焦がれていた故郷に帰った。1414年、マクシミリアン・シュマースマン・フォン・ラッポルトシュタイン（Maximilian Smaßmann von Rappoltstein, 1450年没）と再婚した。死後、一族の眠るシャンモル修道院に葬られた。